# Ely-Nunatak
Der Ely-Nunatak ist ein kleiner und dunkelfarbener Nunatak im ostantarktischen Mac-Robertson-Land. In den Prince Charles Mountains ragt er 7 km nördlich des Mount Izabelle auf.
Seine Position wurde 1971 durch geodätische Schnittpunktmessungen von mehreren Vermessungsstationen aus ermittelt. Das Antarctic Names Committee of Australia benannte ihn nach John H. Ely, technischer Vermessungsbeamter bei der im Jahr 1971 durchgeführten Kampagne im Rahmen der Australian National Antarctic Research Expeditions zur Vermessung der Prince Charles Mountains.